# 成都地铁13号线
成都地铁13号线位于四川省成都市，为隶属于成都地铁系统的地铁线路，线路代表色为藤黄色，于《成都市城市轨道交通第四期建设规划（2019-2025）》中上报国家发改委。2019年11月线路开工建设，预计2025年下半年开通运营。

## 线路概要
成都地铁13号线一期工程起于瓦窑滩站，止于龙安站，由西向东南穿越成都中心城区，串联外光华、浣花溪、青羊宫、武侯祠、新南门、川师、三圣乡和龙泉驿，线路长度29.07km，全为地下段，线路下穿锦江两次。全线共设车站21座，设车辆段1座，设主变电所2座。采用快线A型车8辆编组，AC25kV接触网供电，一期工程设计时速100公里/小时，未来延伸向温江和天府国际机场的市域段线路设计时速140公里/小时。列车采用GoA4级（无人看守运行）全自动无人驾驶技术。

## 大事记
- 2019年
  - 10月14日，轨道交通13号线一期七里沟站举行了开工启动仪式，正式进场打围，标志着成都市轨道交通第四期建设正式启动。[7]
  - 11月11日，地铁13号线一期龙泉车辆段开始交地，施工单位逐步进场施工，标志着地铁13号线正式开工建设。[8]
- 2020年
  - 9月16日，成都市民政局公示13号线一期工程车站命名，征求意见。[9]
  - 11月30日，成都市民政局公布13号线一期工程车站标准名称。[10]

## 车站
全线共设车站21座，均为地下站。其中12座为换乘车站。
| 成都地铁13号线车站列表 |          |          |                           |            |                 |                 |          |          |             |          |
| 工程                   | 车站编号 | 车站名称 | 英文名称                  | 开通日期   | 站间距离 （km） | 累计距离 （km） | 车站类型 | 车站类型 | 换乘线路    | 所在地   |
| 工程                   | 车站编号 | 车站名称 | 英文名称                  | 开通日期   | 站间距离 （km） | 累计距离 （km） | 位置     | 站台     | 换乘线路    | 所在地   |
| 一期                   | 1301     | 龙安     |                           | 预计2025年 | -               | 0               | 地下     | 岛式站台 | S13线       | 龙泉驿区 |
| 一期                   | 1302     | 龙华寺   |                           | 预计2025年 | 1.438           | 1.438           | 地下     | 岛式站台 |             | 龙泉驿区 |
| 一期                   | 1303     | 三圣花乡 |                           | 预计2025年 | 3.225           | 4.663           | 地下     | 岛式站台 |             | 锦江区   |
| 一期                   | 1304     | 幸福梅林 |                           | 预计2025年 | 1.222           | 5.885           | 地下     | 岛式站台 |             | 锦江区   |
| 一期                   | 1305     | 娇子立交 |                           | 预计2025年 | 1.290           | 7.175           | 地下     | 岛式站台 | 30号线 3008 | 锦江区   |
| 一期                   | 1306     | 四川师大 | Sichuan Normal University | 预计2025年 | 1.716           | 8.891           | 地下     | 岛式站台 | 7号线 0719  | 锦江区   |
| 一期                   | 1307     | 净居寺   | Jingju Temple             | 预计2025年 | 2.065           | 10.956          | 地下     | 岛式站台 | 8号线 0814  | 锦江区   |
| 一期                   | 1308     | 三官堂   | Sanguantang               | 预计2025年 | 1.016           | 11.972          | 地下     | 岛式站台 | 6号线 0629  | 锦江区   |
| 一期                   | 1309     | 九眼桥   |                           | 预计2025年 | 1.511           | 13.483          | 地下     | 岛式站台 |             | 武侯区   |
| 一期                   | 1310     | 新南门   | Xinnanmen                 | 预计2025年 | 1.166           | 14.649          | 地下     | 岛式站台 | 3号线 0320  | 武侯区   |
| 一期                   | 1311     | 华西坝   | Huaxiba                   | 预计2025年 | 1.353           | 16.002          | 地下     | 岛式站台 | 1号线 0109  | 武侯区   |
| 一期                   | 1312     | 文翁石室 |                           | 预计2025年 | 0.911           | 16.913          | 地下     | 岛式站台 | 10号线 1003 | 青羊区   |
| 一期                   | 13       | 小南街   |                           | 预计2025年 | 0.659           | 17.572          | 地下     | 岛式站台 | 17号线 1713 | 青羊区   |
| 一期                   | 1314     | 青羊宫   | Qingyang Taoist Temple    | 预计2025年 | 1.395           | 18.967          | 地下     | 岛式站台 | 5号线 0522  | 青羊区   |
| 一期                   | 1315     | 杜甫草堂 |                           | 预计2025年 | 0.923           | 19.890          | 地下     | 岛式站台 |             | 青羊区   |
| 一期                   | 1316     | 光华村   |                           | 预计2025年 | 0.907           | 20.797          | 地下     | 岛式站台 |             | 青羊区   |
| 一期                   | 1317     | 东坡路   | Dongpo Road               | 预计2025年 | 1.268           | 22.065          | 地下     | 岛式站台 | 7号线 0710  | 青羊区   |
| 一期                   | 1318     | 万寿桥   |                           | 预计2025年 | 1.458           | 23.523          | 地下     | 岛式站台 |             | 青羊区   |
| 一期                   | 1319     | 培风     | Peifeng                   | 预计2025年 | 1.520           | 25.043          | 地下     | 岛式站台 | 9号线 0911  | 青羊区   |
| 一期                   | 1320     | 万家湾   |                           | 预计2025年 | 1.357           | 26.400          | 地下     | 岛式站台 |             | 武侯区   |
| 一期                   | 1321     | 瓦窑滩   |                           | 预计2025年 | 1.479           | 27.879          | 地下     | 岛式站台 |             | 青羊区   |

## 车辆
13号线一期采用8A编组列车，最高运行速度可达140km/h，是国内首创时速140公里的市域全自动运行列车。列车全长186米，定员载客量2164人，最大载客量3054人。列车外观以金色为主，车身涂装设计灵感来源于三星堆黄金面具，融入地域特色古蜀文化，充满科技感与未来感。列车空调系统采用了变频压缩机和变频通风机；配置了43寸电子地图导乘屏、28寸LCD显示屏、27寸电子显示屏；采取了多项隔音降噪措施；按照全自动驾驶最高等级GoA4进行整车设计。共配备36列。

## 未来发展

### 东延伸段（已取消）
13号线作为市域快线，曾规划自一期工程东端终点站龙安站向东延伸，连接龙泉山东侧简阳市东部新区，最终抵达成都天府国际机场3号线4号航站楼。但在后期的规划图中，龙安站以东的区间已被改编为成都市域铁路 S13线，东延规划因此取消。

### 西延伸段
规划自一期工程西端终点站瓦窑滩站向西延伸，设邹家场站、明光站（19号线、成都低运量轨道交通L8线（原成都市域铁路S19线），目前未列入近期建设规划。

## 事件和争议

### 设站争议
最初成都地铁13号线规划为快线，设站较少、站间距较大。后确定的实际施工方案，相比线网设计阶段增加了小南街站、娇子立交站、龙华寺站（工程名：公园大道）三座车站，线路站间距缩小，有观点质疑这违背了13号线作为最高时速100公里的快速线路的线路定位。

### 建设事故
2024年6月21日凌晨3时左右，13号线小南街站施工基坑处，锦里西路119号附近长约12米的路面发生坍塌，所幸事故未造成人员伤亡。成都轨道建设公司当日发布通告称，系因两根自来水管自然爆管引发塌陷，未对地铁建设及运营造成直接影响；而成都自来水公司则称系因地铁施工导致路面塌陷，从而引发水管爆裂。紧急救援人员亦表示，坍塌形成的“天坑”不会危及周围建筑物的安全。